# Манзует Йоган Козель
Манзует Йоган Козель (нім. Mansuet Johann Kosel; *26 серпня 1856, Коростенко-над-Дунайцем, Королівство Галичини та Володимирії, Австрійська імперія — †22 серпня 1919, Відень, Австрія) — австро-угорський державний діяч, міністр фінансів Цислейтанії в 1904-1906.

## Життя і кар'єра
Навчався в Терезіанській академії та Віденському університеті, з 1880 — доктор наук. У 1878 вступив на державну службу, працював в органах прокуратури Нижньої Австрії. У 1882 перейшов на роботу в міністерство торгівлі. З 1896 — радник міністра, з 1900 — начальник відділу поштових зборів. У 1901 призначений шефом секції міністерства.
У 1904 призначений міністром в уряді Ернеста фон Кьорбера, зберіг свій пост в урядах Пауля Ґауча фон Франкентурна і Конрада цу Гогенлое-Шіллінгсфюрста. Був прихильником м'якої фінансової політики, фінансування державних витрат, обумовлених державними інтересами.